# 44. Infanterie-Division
La 44. Infanterie-Division fu una unità militare della Wehrmacht che venne impegnata in diversi fronti durante la seconda guerra mondiale. Durante la sua vita operativa, le venne assegnato il "nome d'onore" (Ehrenname) di 44. Reichsgrenadier-Division Hoch- und Deutschmeister, nella tradizione del K.u.k. Infanterie-Regiment Hoch- und Deutschmeister Nr. 4 dell'Imperiale e regio esercito austro-ungarico.
La 44. aveva infatti origini austriache e venne costituita nel Wehrkreis XVII, la regione militare n. 17 che corrispondeva all'Austria, il 1º aprile 1938 a Vienna, utilizzando gli uomini della 2ª Divisione di fanteria dell'esercito austriaco. Coinvolta nella battaglia di Stalingrado, la divisione austriaca venne totalmente distrutta dai sovietici durante l'operazione Anello, l'offensiva finale contro le truppe tedesche accerchiate. Dopo essere stata ricostituita, combatté ancora sul fronte italiano e sul fronte orientale fino al termine della guerra.

## Storia
Sotto il comando del Generalleutnant Albrecht Schubert la divisione venne aggregata al XVII. Corpo d'Armata durante l'invasione della Polonia del settembre 1939, distinguendosi nella conquista di Cracovia e nell'attraversamento della Vistola. La divisione percorse 540 km in soli 18 giorni, con una marcia giornaliera di 29 km.
Nel maggio del 1940, per l'attacco alla Francia la divisione venne inizialmente tenuta nella riserva strategica dell'Oberkommando des Heeres (OKH), venendo in seguito assegnata alla 6. Armata, ricevendo il battesimo del fuoco il 15 maggio 1940. Tuttavia agì prevalentemente nelle retroguardie delle divisioni panzer, occupando il territorio e raggruppando i prigionieri di guerra; per questo ebbe perdite minime durante tutta la campagna.
Nel giugno del 1941, per l'avvio dell'Operazione Barbarossa, venne aggregata al Panzergruppe von Kleist, e impegnata nel settore meridionale del fronte, in Ucraina. Nell'offensiva estiva del 1942, come parte della 1. Armata panzer, la divisione venne impegnata inizialmente nell'attraversamento del Donec per poi dilagare, con le altre forze tedesche, nel Caucaso. Nell'agosto dello stesso anno venne però riassegnata alla 6. Armee che stava invece puntando a raggiungere il Volga a Stalingrado.
Fu qui, che a partire dalla fine del novembre del 1942, venne accerchiata insieme a tutte le altre divisioni della 6. Armee. Durante il lungo assedio, la divisione austriaca venne schierata, agli ordini dell'VIII Corpo d'armata, nell'esposto fronte occidentale della sacca dove i sovietici sferrarono l'attacco principale il 10 gennaio 1943, all'inizio dell'operazione Anello. Fin dal primo giorno dell'offensiva finale nemica la 44. Infanterie-Division, nonostante una disperata resistenza venne praticamente distrutta: i nove battaglioni di prima linea della formazione, attaccati da numerose divisioni sovietiche, cedettero e dovettero ripiegare in rotta verso est subendo perdite fortissime. Al termine della battaglia di Stalingrado, ad eccezione degli uomini feriti che vennero trasportati all'esterno della sacca tedesca, l'intera forza divisionale venne annientata e i pochi uomini sopravvissuti agli scontri divennero prigionieri di guerra. Nel febbraio del 1943, quindi, come l'intera 6. Armata anche la 44. Reichs-Grenadier-Division "Hoch- und Deutschmeister" aveva cessato di esistere.
Dopo la caduta di Stalingrado, per volere di Hitler, la 6. Armata venne ricostituita, e così anche la "Hoch- und Deutschmeister". Dopo un iniziale periodo di addestramento la divisione venne inviata in Italia, nell'agosto del 1943, come elemento di riserva del Gruppo d'armate B. In dicembre la divisione venne inviata a sud di Roma per arginare l'avanzata alleata, distinguendosi in particolar modo nella battaglia di Montecassino. La divisione rimase così sul teatro italiano per tutto il 1944.
Nel febbraio del 1945, venne inviata sul Fronte orientale, in Ungheria, fronteggiando le ormai soverchianti forze dell'Armata Rossa in una lunga ritirata fino in Austria, dove si arrese nel maggio del 1945.

## Teatri operativi
- Campagna di Polonia, settembre 1939
- Campagna di Francia, maggio - giugno 1940
- Fronte orientale, giugno 1941 - febbraio 1943
- Austria (formazione) marzo - agosto 1943
- Fronte italiano, settembre 1943 - novembre 1944
- Fronte orientale, dicembre 1944 - maggio 1945

## Decorati con la Croce di Cavaliere
In totale furono 25 gli uomini decorati con la Croce di Cavaliere della Croce di Ferro.

## Comandanti
- General der Infanterie Albrecht Schubert, 1º settembre - 1º ottobre 1939
- General der Infanterie Friedrich Siebert, 1º ottobre 1939 - 2 maggio 1942
- Generalleutnant Heinrich Deboi, 2 maggio 1942 - 31 gennaio 1943
- General der Infanterie Dr. Franz Beyer, 1º marzo 1943 - 1º gennaio 1944
- Generalleutnant Dr. Fritz Franek, 1º gennaio - 1º maggio 1944
- Generalleutnant Bruno Ortner, 1º maggio - 25 giugno 1944
- Generalleutnant Hans-Günther von Rost, 25 giugno 1944 - 23 marzo 1945
- Oberst Hoffmann, 23 marzo - 8 maggio 1945